# Real Audiencia di Charcas
La Real Audiencia de Charcas, ufficialmente conosciuta come Audiencia y Cancillería Real de La Plata de los Charcas, è stata una Real Audiencia dell'Impero spagnolo in America con sede nella città di La Plata (oggi Sucre, in Bolivia). La Audiencia de Charcas aveva una giurisdizione che comprendeva gli attuali paesi dell'America del Sud. Faceva parte del vicereame del Perù fino al 1776, quando passò al vicereame del Río de la Plata. Dalla creazione dell'intendenza di Chuquisaca nel 1782, il presidente della Real Audiencia era anche governatore intendente della stessa.
È spesso erroneamente considerata come una suddivisione amministrativa del vicereame del Perù e successivamente del vicereame del Río de la Plata. È anche spesso confusa con la "provincia de Charcas", una suddivisione esisitita dal 1542 al 1782, quando fu soppressa in favore delle intendencias.
Dal 1776 al 1785, la sua giurisdizione comprendeva l'intero vicereame del Río de la Plata. Con la ripristinazione della Real Audiencia de Buenos Aires, la sua giurisdizione fu limitata alle intendencias settentrionali del vicereame: La Paz, Potosí, Cochabamba e Chuquisaca (o Charcas). Durante la guerra d'indipendenza della Bolivia (1810-1825), la sua giurisdizione fu influenzata, e riuscì a controllare le province o intendencia della regione dell'Alto Perù.
Il viceré del Perù riannesse temporaneamente le intendencias dell'Alto Perù e la loro Real Audiencia al suo vicereame nel 1810 a causa della Rivoluzione di maggio, sebbene questa decisione fosse valida solo fino al ripristino del vicereame del Río de la Plata. Tuttavia, il vicereame si disgregò e fu sostituito dalle Province Unite del Río de la Plata, che reclamavano le intendencias fino all'8 febbraio 1825, quando il congresso del Río de la Plata conferì l'indipendenza alle quattro intendencias dell'Alto Perù insieme alla Real Audiencia, che sarebbe stata definitivamente soppressa nell'aprile 1825.